# HOAP
HOAP (zkratka Humanoid for Open Architecture platform) je humanoidní robot společnosti Fujitsu.

## Specifikace
Jeho cílovým trhem jsou především vědci a výzkumníci, kteří se zabývají robotikou. Je vysoký 48 cm a má hmotnost 6 kg. Je určen na výzkum a vývoj v oblasti robotických technologií. Společnost Fujitsu, která robota zkonstruovala, uvolnila informace o jeho architektuře, aby mohli ostatní vědci pro něj vyvíjet vlastní aplikace. Současně se tak HOAP stává prvním humanoidním robotem, kterého je možné volně programovat. 
Robot běží pod Linuxem a tvůrce aplikačního softwaru může svůj program otestovat nejdříve na simulátoru a až následně jej uložit do robota. 
Vytyčeny jsou ještě dva cíle: zlepšení ovládání pohybů a zlepšení komunikace mezi robotem a lidmi. Cena robota byla stanovena na zhruba 40 000 USD a Fujitsu počítala s prodejem zhruba 100 robotů do poloviny roku 2004.